# Landkreis Osthavelland

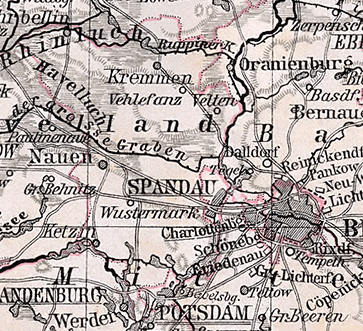
Das Kreisgebiet 1905

Der Landkreis Osthavelland, ursprünglich  Kreis Osthavelland, war ein Landkreis in Brandenburg. Er bestand in der preußischen Provinz Brandenburg und im Land Brandenburg der SBZ bzw. DDR von 1817 bis 1952. Das Landratsamt befand sich in der Stadt Nauen.
Der Kreis umfasste am 1. Januar 1945 die fünf Städte Fehrbellin, Ketzin, Kremmen, Nauen und Velten, 61 weitere Gemeinden und einen Forst-Gutsbezirk. Die beiden Landgemeinden Falkensee und Hennigsdorf waren zuletzt mit über 10.000 Einwohnern die größten Orte im Landkreis. Falkensee erhielt erst 1961 das Stadtrecht, Hennigsdorf ein Jahr später im Jahre 1962.

## Verwaltungsgeschichte

### Königreich Preußen
Im Rahmen der Bildung von Provinzen und Regierungsbezirken in Preußen erfolgte mit Wirkung zum 1. April 1817 im Regierungsbezirk Potsdam der preußischen Provinz Brandenburg eine Kreisreform, bei der der alte Havelländische Kreis aufgelöst wurde. Seine Osthälfte wurde mit dem größten Teil des aufgelösten Kreises Glien-Löwenberg zum Kreis Osthavelland zusammengeschlossen. Das Landratsamt befand sich in der Stadt Nauen.

### Norddeutscher Bund/Deutsches Reich
Seit dem 1. Juli 1867 gehörte der Kreis zum Norddeutschen Bund und ab dem 1. Januar 1871 zum Deutschen Reich.
Zum 1. April 1887 wurde die Stadt Spandau zum Stadtkreis erhoben und schied damit aus dem Kreis Osthavelland aus. Zwischen 1896 und 1899 wurde der Truppenübungsplatz Döberitz angelegt. Aus dem Kreis Osthavelland gelangten 1910 die Gutsbezirke Haselhorst, Spandau Land und Sternfeld an die Stadt Spandau.
Mit dem „Groß-Berlin“-Gesetz vom 27. April 1920 wurden aus dem Kreis Osthavelland die Landgemeinden Kladow, Gatow, Pichelsdorf, Staaken und Tiefwerder sowie die Gutsbezirke Pichelswerder, Potsdamer Forst – nördlicher Teil bis zum Griebnitzsee und Kohlhasenbrück – und Spandau-Zitadelle in die neue Stadtgemeinde Berlin eingegliedert.
Gegen Ende der 1920er Jahre wurden nahezu alle Gutsbezirke im Kreis aufgelöst und benachbarten Landgemeinden zugeteilt.
1935 traten die Gemeinden Bornim, Bornstedt, Eiche, Geltow (teilweise) und Nedlitz aus dem Kreis Osthavelland zum Stadtkreis Potsdam über. 1939 wurden weitere sieben Landgemeinden an die Stadt Potsdam angegliedert. Im Frühjahr 1945 wurde das Kreisgebiet durch die Rote Armee besetzt.

### Deutsche Demokratische Republik
Mit Inkrafttreten des Gesetzes über die Änderung zur Verbesserung der Kreis- und Gemeindegrenzen vom 28. April 1950 erhielt der nunmehr Landkreis Osthavelland genannte Kreis die Gemeinde Lietzow vom Landkreis Westhavelland sowie die Gemeinden Alt Töplitz, Göttin a./Havel, Leest und Neu Töplitz vom Landkreis Zauch-Belzig.
Durch die Verwaltungsreform von 1952 wurde der Landkreis Osthavelland aufgelöst. Seine Gemeinden wurden auf die neuen Kreise Nauen, Neuruppin, Oranienburg und Potsdam-Land aufgeteilt.

### Bundesrepublik Deutschland
1993 wurden die Kreise Nauen und Rathenow zum Landkreis Havelland mit der Kreisstadt Rathenow und den beiden Verwaltungssitzen Rathenow und Nauen zusammengelegt.

## Kommunalverfassung
Der Kreis Osthavelland gliederte sich in Städte, in Landgemeinden und – bis zu deren nahezu vollständiger Auflösung im Jahre 1929 – in Gutsbezirke. Mit Einführung des preußischen Gemeindeverfassungsgesetzes vom 15. Dezember 1933 sowie der Deutschen Gemeindeordnung vom 30. Januar 1935 wurde zum 1. April 1935 das Führerprinzip auf Gemeindeebene durchgesetzt.

## Landräte
- 1817–1826 Georg von Plessen (1773–1828)[3]
- 1826–1842 August von Hobe
- 1842–9999 von der Reck (vertretungsweise)
- 1842–9999 von Risselmann (vertretungsweise)
- 1842–1848 Otto von Königsmarck (1815–1889)
- 1848–9999 von Bredow (vertretungsweise)
- 1848–1856 Wolfart
- 1856–1857 Hoffmann (kommissarisch)
- 1857–1873 Hans Wilckens (1815–1895)[4]
- 1873–1887 Wilhelm von Königsmarck (1841–1923)
- 1887–1901 Alexander von Steinmeister (1858–1941)
- 1901–1907 Robert von Wilms (1865–1945)
- 1907–1919 Adolf von Hahnke (1873–1936)
- 1919–1921 Georg Reichard
- 1921–1926 Willy Giese
- 1926–1932 Wilhelm Siering (1875–1945)
- 1932–1945 Günther von Rheinbaben
- 1949–9999 Peter Lamberz[5]

## Bevölkerung
| Jahr | Einwohner |  | Jahr | Einwohner |
| ---- | --------- |  | ---- | --------- |
| 1816 | 33.420    |  | 1910 | 077.459   |
| 1846 | 50.890    |  | 1925 | 086.727   |
| 1871 | 71.507    |  | 1933 | 102.827   |
| 1890 | 67.606    |  | 1939 | 123.452   |
| 1900 | 73.071    |  | 1946 | 143.292   |

## Städte und Gemeinden

### Stand 1945
Dem Kreis Osthavelland gehörten 1945 die folgenden Städte und Gemeinden an:
| - Bärenklau - Beetz - Betzin - Börnicke - Bötzow - Bredow - Brieselang - Brunne - Buchow-Karpzow - Dallgow - Dechtow - Deutschhof - Dyrotz - Eichstädt - Elstal - Etzin - Falkenrehde | - Falkensee - Fehrbellin, Stadt - Flatow - Groß Glienicke - Groß Ziethen - Grünefeld - Hakenberg - Hennigsdorf - Hertefeld - Hohenbruch - Hoppenrade - Kartzow - Karwesee - Ketzin, Stadt - Kienberg - Knoblauch - Königshorst | - Kremmen, Stadt - Leegebruch - Lentzke - Linum - Markau - Markee - Marquardt - Marwitz - Nauen, Stadt - Neu-Vehlefanz - Paaren an der Wublitz - Paaren im Glien - Paretz - Pausin - Perwenitz - Priort - Rohrbeck | - Satzkorn - Schönwalde - Schwante - Seeburg - Sommerfeld - Staffelde - Tarmow - Tietzow - Uetz - Vehlefanz - Velten, Stadt - Wansdorf - Wernitz - Wustermark - Zeestow |

Außerdem bestand 1945 noch der Gutsbezirk Döberitz.

### Vor 1945 aufgelöste Gemeinden
| Gemeinde         | Eingemeindet nach | Datum           |
| ---------------- | ----------------- | --------------- |
| Alt Geltow       | Geltow            | 1912            |
| Bornim           | Potsdam           | 1. August 1935  |
| Bornstedt        | Potsdam           | 1. August 1935  |
| Damm             | Spandau           | 1875            |
| Eiche            | Potsdam           | 1. August 1935  |
| Fahrland         | Potsdam           | 1. April 1939   |
| Falkenhagen      | Falkensee         | 1. April 1923   |
| Feldberg         | Fehrbellin        | 1922            |
| Gatow            | Berlin            | 1. Oktober 1920 |
| Geltow           | Potsdam           | 1. April 1939   |
| Golm             | Potsdam           | 1. April 1939   |
| Grube            | Potsdam           | 1. April 1939   |
| Haselhorst       | Spandau           | 1910            |
| Kladow           | Berlin            | 1. Oktober 1920 |
| Krampnitz        | Potsdam           | 1. April 1939   |
| Mangelshorst     | Königshorst       | 1928            |
| Nattwerder       | Potsdam           | 1. April 1939   |
| Nedlitz          | Potsdam           | 1. August 1935  |
| Neu Geltow       | Geltow            | 1912            |
| Nieder Neuendorf | Hennigsdorf       | 1923            |
| Pichelsdorf      | Berlin            | 1. Oktober 1920 |
| Sacrow           | Potsdam           | 1. April 1939   |
| Seegefeld        | Falkensee         | 1. April 1923   |
| Spandau          | kreisfrei         | 1. April 1887   |
| Staaken          | Berlin            | 1. Oktober 1920 |
| Sternfeld        | Spandau           | 1910            |
| Tiefwerder       | Berlin            | 1. Oktober 1920 |